# سرجس ضيق الأوراق
سرجس ضيق الأوراق (الاسم العلمي: Sargassum angustifolium) هو نوع من الطلائعيات يتبع جنس السرجس من فصيلة السرجسية.